# Max Gallo

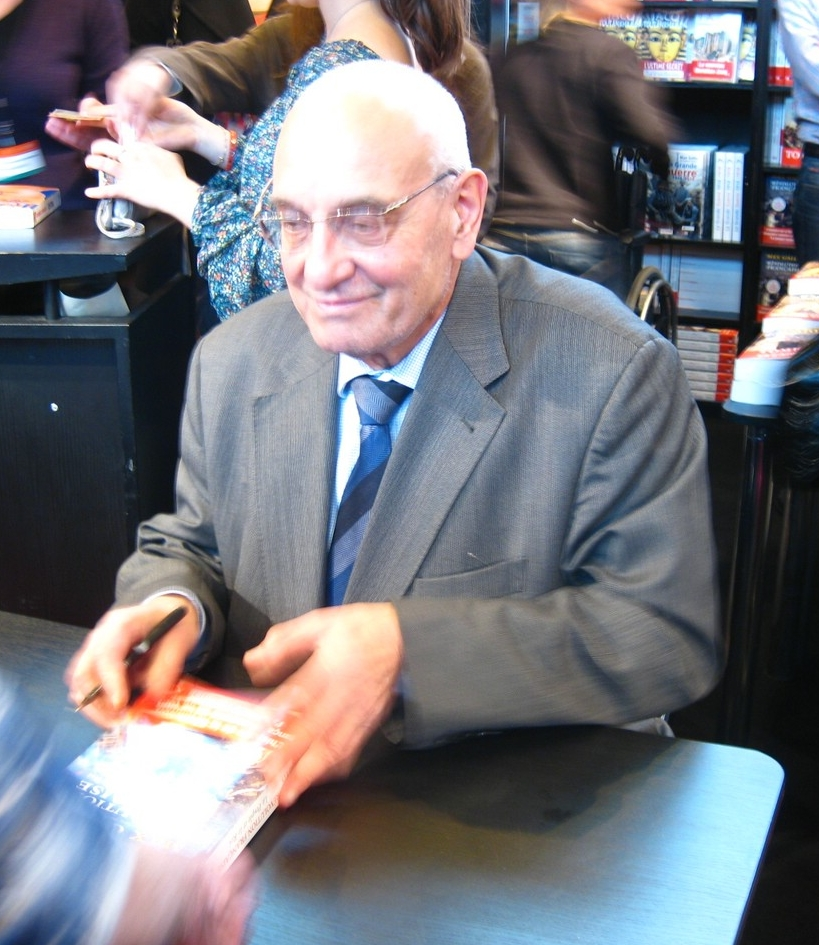
Max Gallo in 2009

Max Gallo (Nice, 7 januari 1932 – Parijs, 18 juli 2017) was een Frans historicus, schrijver, journalist en politicus van Italiaanse afkomst.

## Schrijver
Max Gallo schreef talrijke romans, romancyclussen, biografieën en historische studies over uiteenlopende personen en periodes uit de geschiedenis. 
- Onder zijn romans bevinden zich heel wat historisch geïnspireerde romans zoals Belle Époque (1986) en Le Pacte des assassins (2008).

- Tot zijn bekendste romancyclussen wordt La Baie des Anges (1976) gerekend, een familiekroniek over een Italiaans migrantengezin die zich in zijn geboortestad Nice afspeelt. Deze succesrijke vierdelige 'roman fleuve' betekende zijn doorbraak bij het lezerspubliek. Het elfdelige La Machinerie humaine (1992-2002) is een ambitieus fresco van de Franse samenleving aan het einde van de 20e eeuw.

- Gallo had zijn bekendheid vooral aan zijn biografieën te danken. In die werken had hij het voornamelijk over toonaangevende figuren uit de Franse geschiedenis zoals Lodewijk XIV, Robespierre, Napoleon Bonaparte, Victor Hugo (een bestseller), Jean Jaurès en Charles De Gaulle.

- Zijn geschiedkundige werken behandelen diverse belangwekkende onderwerpen zoals de Franse Revolutie, de Eerste Wereldoorlog, het Italië van Mussolini, het Spanje van Franco, de Tweede Wereldoorlog en begrippen zoals het fascisme, het gauchisme, de maffia en de toekomst van Europa en Frankrijk.

## Politicus
Na de Tweede Wereldoorlog was Max Gallo aanvankelijk communist. Hij schoof later langzaam maar zeker op in de richting van de Parti socialiste, bij wie hij zich in 1981 aansloot. In de jaren tachtig en negentig bekleedde hij diverse politieke functies, onder meer als volksvertegenwoordiger (1981-1983), als Europees parlementslid (1984-1994) en als regeringswoordvoerder (van de derde regering van Pierre Mauroy). Aan het begin van de jaren negentig verliet hij samen met Jean-Pierre Chevènement de Parti socialiste. Vanaf 1994 gaf hij zijn politiek engagement op om zich volledig aan het schrijven te wijden.
Max Gallo geldt nog altijd als een links denker, maar met name sinds de publicatie van zijn spraakmakende boek Fier d'être français ("Trots om Frans te zijn") begin 2006 is zijn populariteit bij een deel van links Frankrijk enigszins tanende.
In mei 2007 werd hij verkozen tot lid van de Académie française. 
In 2017 overleed Max Gallo op 85-jarige leeftijd aan de ziekte van Parkinson. Gallo's derde vrouw, de schrijfster en advocate Marielle Gallet, publiceerde in het voorjaar nog Bella ciao, een werk waarin ze hun strijd tegen de ziekte beschreef.
- Bibsys: 90160558
- Biblioteca Nacional de España: XX1133986
- Bibliothèque nationale de France: cb11903983k (data)
- Catàleg d'autoritats de noms i títols de Catalunya: 981058530274706706
- CiNii: DA00846788
- Gemeinsame Normdatei: 121586618
- International Standard Name Identifier: 0000 0001 2103 7396
- Library of Congress Control Number: n80045855
- Nationale Bibliotheek van Letland: 000189668
- Bibliotheek van het Japanse parlement: 00440452
- Nationale Bibliotheek van Tsjechië: xx0002412
- Nationale bibliotheek van Australië: 35110499
- Nationale Bibliotheek van Israël: 987007261575805171
- Nationale en Universitaire bibliotheek Zagreb: 000171331
- Nederlandse Thesaurus van Auteursnamen: 068441630
- Réseau des bibliothèques de Suisse occidentale: 02-A003276701
- Istituto Centrale per il Catalogo Unico: CFIV083379
- LIBRIS: 403816
- Système universitaire de documentation: 026879921
- Trove: 829661
- Virtual International Authority File: 108584399
- WorldCat: E39PBJd3TbQDYyjbhcKHHbgBT3